# Palicourea herrerae
Palicourea herrerae är en måreväxtart som beskrevs av Paul Carpenter Standley. Palicourea herrerae ingår i släktet Palicourea och familjen måreväxter. IUCN kategoriserar arten globalt som sårbar. Inga underarter finns listade i Catalogue of Life.